# Séparatisme blanc
 (juin 2021).
Si vous disposez d'ouvrages ou d'articles de référence ou si vous connaissez des sites web de qualité traitant du thème abordé ici, merci de compléter l'article en donnant les références utiles à sa vérifiabilité et en les liant à la section « Notes et références ».

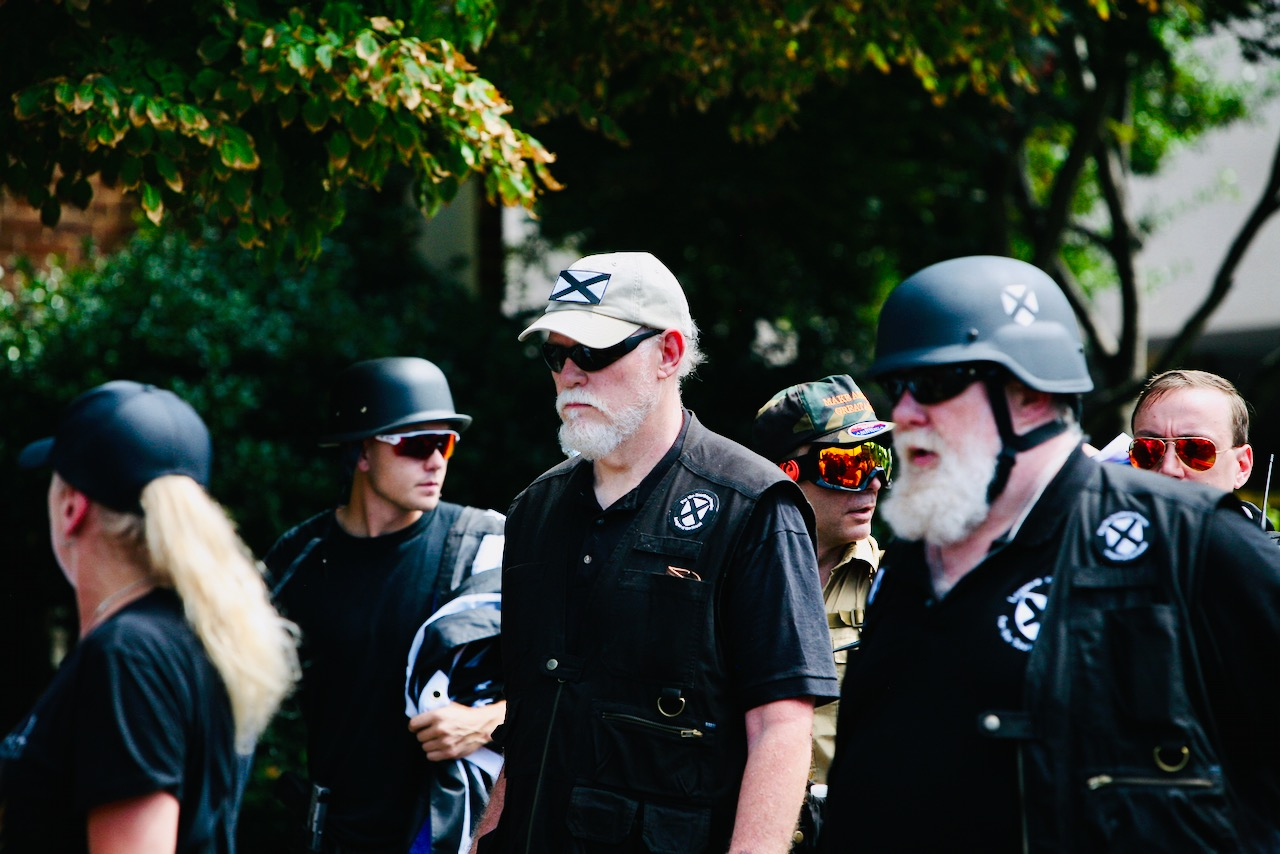
Michel Colline (au centre) et d'autres membres de la Ligue du Sud (États-Unis) lors de la manifestation « Unite the Right » à Charlottesville (2017)

Le séparatisme blanc est un mouvement politique séparatiste qui cherche à créer une économie et/ou une culture composées uniquement de personnes blanches. Les séparatistes blancs se réclament en général d'une affiliation génétique avec les personnes issues des cultures européenne en général et anglo-saxonnes et nordiques en particulier[à développer].